# Hugues Thomas
Hugues Thomas (* 17. Mai 1803 in Cressier; † 28. Februar 1855 in La Chaux-de-Fonds) war ein Schweizer Politiker. Von 1851 bis 1854 gehörte er dem Nationalrat an.

## Biografie
Thomas studierte vermutlich bei den Jesuiten, danach war er bis 1847 im Jesuiteninternat in Freiburg als Mathematiklehrer tätig. Obwohl er dem katholisch-konservativen Milieu entstammte, gehörte er 1848 zu den Ersten, die der radikalliberalen Association patriotique in La Chaux-de-Fonds beitraten. In der Revolution, die im selben Jahr zur Absetzung der Regierung des preussischen Statthalters Ernst von Pfuel führte, war er Mitglied des provisorischen Verwaltungskomitees für Justiz und Polizei. 1850 wurde Thomas in den Grossen Rat des Kantons Neuenburg gewählt. Ein Jahr später kandidierte er mit Erfolg bei den Nationalratswahlen 1851, drei Jahre später gelang ihm die Wiederwahl jedoch nicht. 1854/55 war er Lehrer am Kollegium in La Chaux-de-Fonds.